# Boogie Woogie King
Albums de Pinetop Perkins
After Hours
(1988)
Boogie Woogie King, enregistré en 1976 et sorti en 1992 seulement, est le premier album solo, du musicien de blues et de boogie-woogie américain Pinetop Perkins.
Sorti initialement en album vinyle sous le titre Pinetop Is Just Top sur le label français Black & Blue, il est réédité plus tard sous le titre Boogie Woogie King sur le label Evidence,.

## Historique
Après avoir repris en 1951 le titre Pinetop's Boogie Woogie enregistré en 1928 par Clarence Smith alias Pinetop Smith, ce qui lui vaudra le surnom de Pinetop Perkins,,,, et après avoir tourné avec Earl Hooker dans les années 1950, Pinetop Perkins abandonne la musique et s'installe dans l'Illinois.
En novembre 1968, Earl Hooker le persuade de reprendre la musique et de participer à l'enregistrement de son disque Two bugs and a roach. Perkins remplace ensuite Otis Spann au sein du Muddy Waters Blues Band quand Spann quitte le groupe en 1969 pour se lancer dans une carrière solo. Il sera le pianiste attitré de Muddy Waters pendant douze années.
C'est durant cette période que Pinetop Perkins enregistre son premier album solo Boogie Woogie King, mais cet album ne sera pas publié avant 1992, ce qui est une honte pour Allmusic.
Le disque est enregistré le 1er novembre 1976 à Zurich en Suisse lors d'une tournée européenne.

## Accueil critique
Pour Allmusic, « Les riffs boogie-woogie qui sont la marque de fabrique de Perkins, ses rythmes soutenus, ses accords de la main gauche et ses phrases tournoyantes étaient en pleine forme. Sa voix était pleine de cran, de conviction et d'énergie, et son jeu n'avait pas d'excès. ».
Selon le site Blues Session, « il propose ici un album très convaincant avec un programme partagé entre slow-blues et boogie-woogie. On note aussi l'excellent apport du guitariste Luther "Guitar Junior" Johnson avec ses solos lumineux. »
Le Chicago Tribune estime pour sa part que « Sweet Black Angel et Jackson Town Gal, hommages à l'ancien partenaire musical Robert Nighthawk, sont sublimes, et un Take A Little Walk With Me plus lent que d'habitude évoque les racines Delta blues du pianiste. »

## Liste des morceaux
La moitié des morceaux sont de la main de Pinetop Perkins (Willie Perkins), encore que Pinetop's Boogie Woogie soit initialement signé Pinetop Smith.
| 1.    | Pinetop Is Just Top        | Pinetop Perkins / Willie Perkins | 6:13 |
| 2.    | Pinetop's Boogie Woogie    | Pinetop Smith                    | 4:30 |
| 3.    | Take a Little Walk With Me | Robert Lockwood, Jr.             | 4:49 |
| 4.    | Rockin' the Boogie         | Pinetop Perkins / Willie Perkins | 5:15 |
| 5.    | So Many Days               | Pinetop Perkins / Willie Perkins | 5:26 |
| 6.    | Jackson Town Gal           | Robert McCullum                  | 4:37 |
| 7.    | Sweet Black Angel          | Tampa Red / Hudson Whittaker     | 5:13 |
| 8.    | Lend Me Your Love          | Memphis Slim                     | 4:47 |
| 40:50 |                            |                                  |      |

## Musiciens
Le disque fait appel, en plus de Pinetop Perkins (piano et chant), à  trois musiciens :
- Luther Johnson Jr. : guitare électrique
- Calvin "Fuzz" Jones : guitare basse
- Willie "Big Eyes" Smith : batterie[13]